# 維塞烏學院足球會
維塞烏學院足球會，簡稱維塞烏學院（Académico de Viseu），是一家葡萄牙職業足球會，位於維塞烏，現時於葡萄牙足球甲級聯賽作賽。球隊成立於1914年，於2005年因財政問題重組。球會的主場球場為丰特洛球场，能容納 6,912 人。

## 历史
1914年，学院足球俱乐部（Clube Académico de Futebol）成立。球队在1980年代曾在葡萄牙顶级联赛中征战4个赛季。
2005年，学院足球俱乐部由于财务问题宣告解散。俱乐部在同年9月与法米尼昂体育俱乐部（G.D. Farminhão）签署了一项协议，后者更名为维塞乌学院足球俱乐部（Académico de Viseu Futebol Clube），总部设在维塞乌的丰特洛球场，其标志和颜色与已解散的足球学院俱乐部相同，从而继承了前者的历史。
重组后的维塞乌体育俱乐部立即开始参加2005–06赛季维塞乌地区甲级联赛，并在2006–07赛季成功升入葡萄牙足球丙级联赛。
2012–13赛季，球队成功升入葡萄牙足球乙级联赛，并随葡萄牙联赛体系调整，在2013–14赛季进入葡萄牙足球甲级联赛。
2017–18赛季，球队取得队史最佳联赛成绩，在甲级联赛取得季军。
2022–23赛季，球队取得队史最佳杯赛成绩，在葡萄牙盃打入四分之一决赛，在葡萄牙聯賽盃打入半决赛。

## 榮譽
- 葡萄牙足球丙級聯賽
  - 冠軍 (1)：2011–12
- 維塞烏足球協會榮譽聯賽[5]
  - 冠軍 (11)：1947–48, 1950–51, 1951–52, 1952–53, 1956–57, 1957–58, 1958–59, 1960–61, 1963–64, 1964–65, 2006–07

## 外部連結
- Official webpage （页面存档备份，存于） （葡萄牙文）
- Portuguese Soccer News Links （页面存档备份，存于） （英文）